# Frontière entre la Moldavie et la Roumanie
La frontière entre la Roumanie et la Moldavie est une frontière internationale longue de 681,3 kilomètres qui délimite les territoires de la Roumanie et de la Moldavie (à ne pas confondre avec la province roumaine de Moldavie). Elle suit le talweg de la rivière Prut et constitue aussi, depuis 2007, une frontière entre deux zones d'influence géopolitiques : l'Union européenne (UE) à l'Ouest (Roumanie) et la Communauté des États indépendants (CEI) à l'Est (Moldavie) et à ce titre, surveillée par la Frontex.

## Histoire
Cette frontière a été fixée au traité de Bucarest (1812) sous les auspices d'Alexandre Louis Andrault de Langeron (un Français ayant fait allégeance à l'Empire russe), coupant en deux la principauté de Moldavie et séparant ainsi la Moldavie occidentale de la Moldavie orientale alors devenue russe (Bessarabie). Abolie en 1918 lors de la réunification de la Moldavie par l'union entre la République démocratique moldave de Bessarabie et la Roumanie (comprenant la Moldavie occidentale), elle a été rétablie le 28 juin 1940 en application du Pacte germano-soviétique.
Du point de vue juridique, cette frontière a été :
- légalement contestée par trois fois :

1. par le hospodar moldave Veniamin Costache en 1812, parce qu'elle transgressait les traités moldo-ottomans antérieurs, qui garantissaient les frontières de la principauté de Moldavie;
2. par l'article VI du traité de Kars en 1921, qui affirme que le «pouvoir soviétique considère comme nuls et non avenus tous les traités antérieurement signés entre les empires russe et ottoman», incluant le traité de Bucarest de 1812;
3. par la déclaration d'indépendance de la République de Moldavie en 1991[1], qui considère comme «nuls et non avenus les protocoles secrets du pacte Hitler-Staline de 1939» et donc comme «illégale» l'occupation soviétique de la Bessarabie et de la Bucovine du Nord ;

- légalement officialisée par quatre fois :

1. au traité de paix de Paris en 1947 par la communauté internationale (Roumanie incluse) ;
2. le 28 août 1991 par la Roumanie qui fut le premier pays à reconnaître officiellement l'indépendance de la République de Moldavie ;
3. le 8 décembre 1991 par les États de la Communauté des États indépendants (dont la Moldavie est membre) et, à la suite, par la communauté internationale (Roumanie incluse) ;
4. le 27 juin 2014 par l'accord d'association entre la Moldavie et l'Union européenne.

## Caractéristiques
Elle suit le cours nord-nord-ouest/sud-sud-est du Prut entre deux tripoints qu'elle forme avec les frontières roumano-ukrainienne et moldo-ukrainienne :
- au nord-ouest, un point situé à 4 km à l'est du village de Mămăliga (Mamalyha) en Ukraine ;
- au sud-est, un point situé sur le Danube, à 570 m en aval de la confluence du Prut[2].

## Postes-frontières
| Point de passage            | Moldavie     | Roumanie              | Type          | Notes                                                        |
| --------------------------- | ------------ | --------------------- | ------------- | ------------------------------------------------------------ |
| Pont de Galați-Giurgiulești | Giurgiulești | Galați                | Route et rail | Ouvert 24 heures tous les jours de l'année                   |
| Pont de Cahul-Oancea        | Cahul        | Oancea                | Route         | Ouvert 24 heures tous les jours de l'année                   |
| Pont de Stoianovca-Fălciu   | Stoianovca   | Fălciu                | Rail          |                                                              |
| Pont de Leușeni-Albița      | Leușeni      | Albița (ro), Drânceni | Route         | Ouvert 24 heures tous les jours de l'année                   |
| Pont Eiffel                 | Ungheni      | Ungheni               | Rail          |                                                              |
| Pont de Sculeni             | Sculeni      | Sculeni, Victoria     | Roue          | Ouvert 24 heures tous les jours de l'année                   |
| Barrage de Stânca-Costești  | Costești     | Stânca, Ștefănești    | Route         | Ouvert 24 heures tous les jours de l'année                   |
| Pont de Lipcani-Rădăuți     | Lipcani      | Rădăuți-Prut          | Route         | Ouvert entre 8 heures et 20 heures tous les jours de l'année |

Les heures d'ouverture peuvent dépendre aussi de la saison.

## Galerie

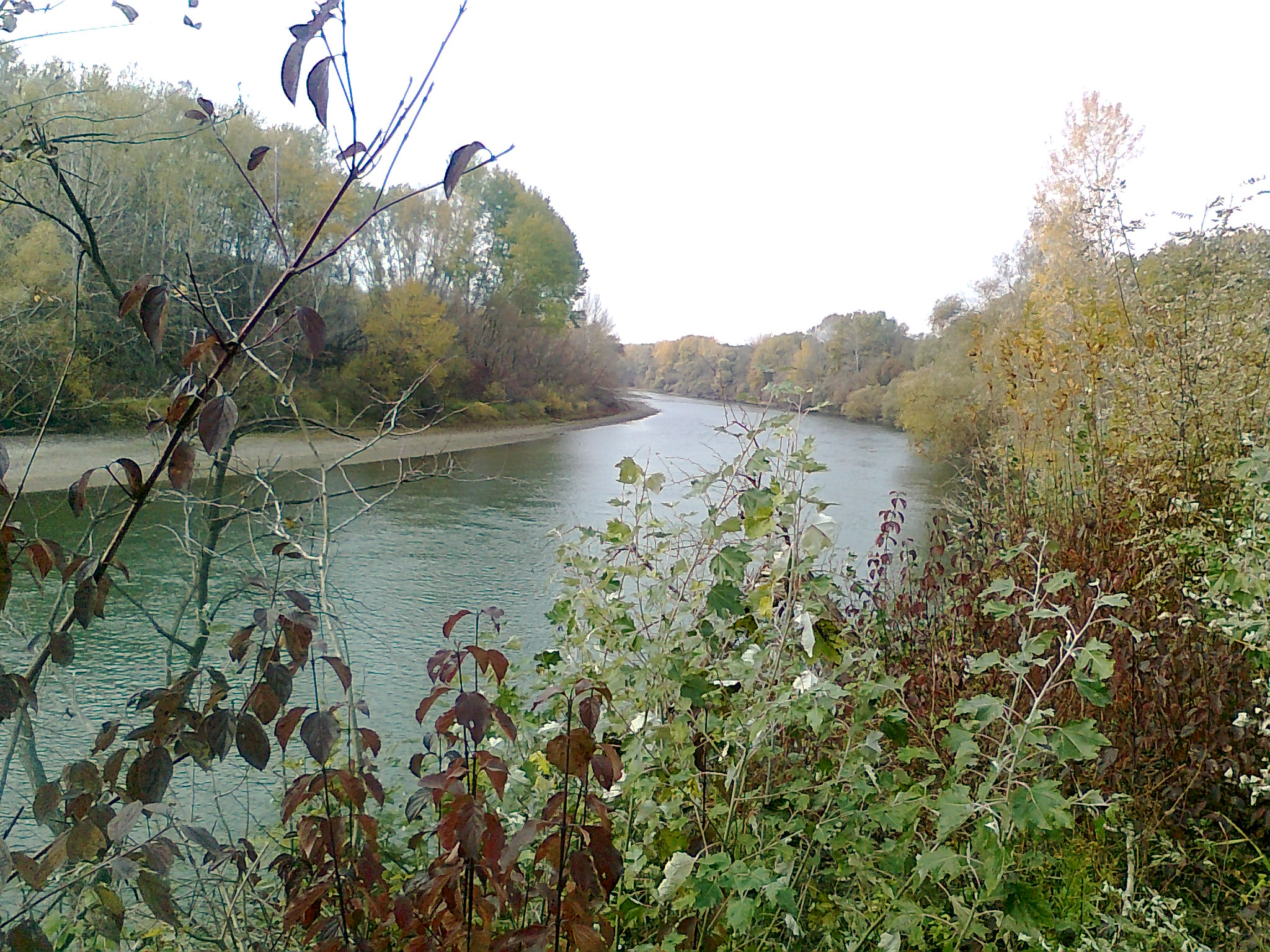
Le Prut entre le județ de Botoșani en Roumanie (Union européenne) et le raion de Glodeni, en Moldavie (CEI)
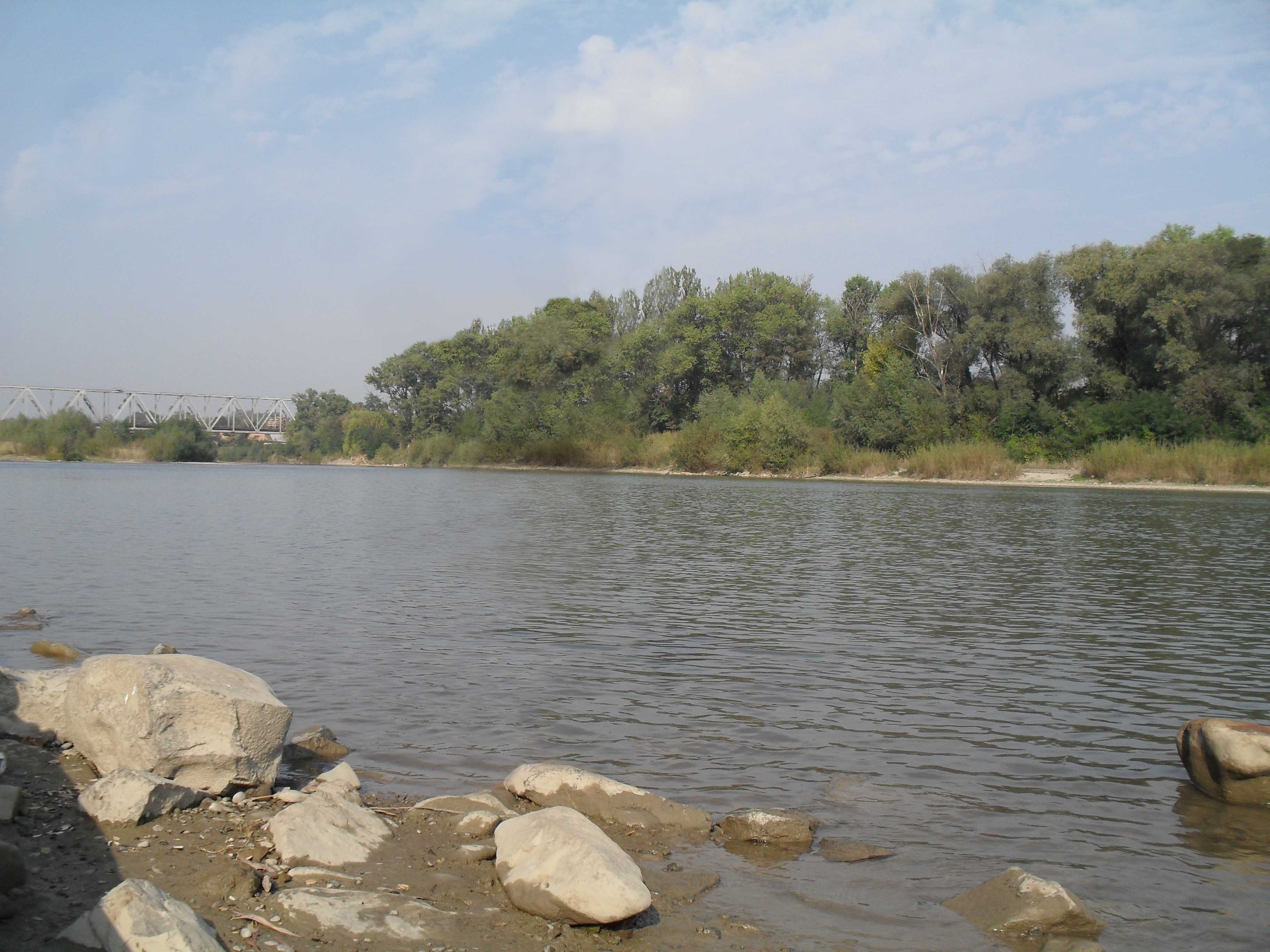
La rivière Prut entre les deux Ungheni
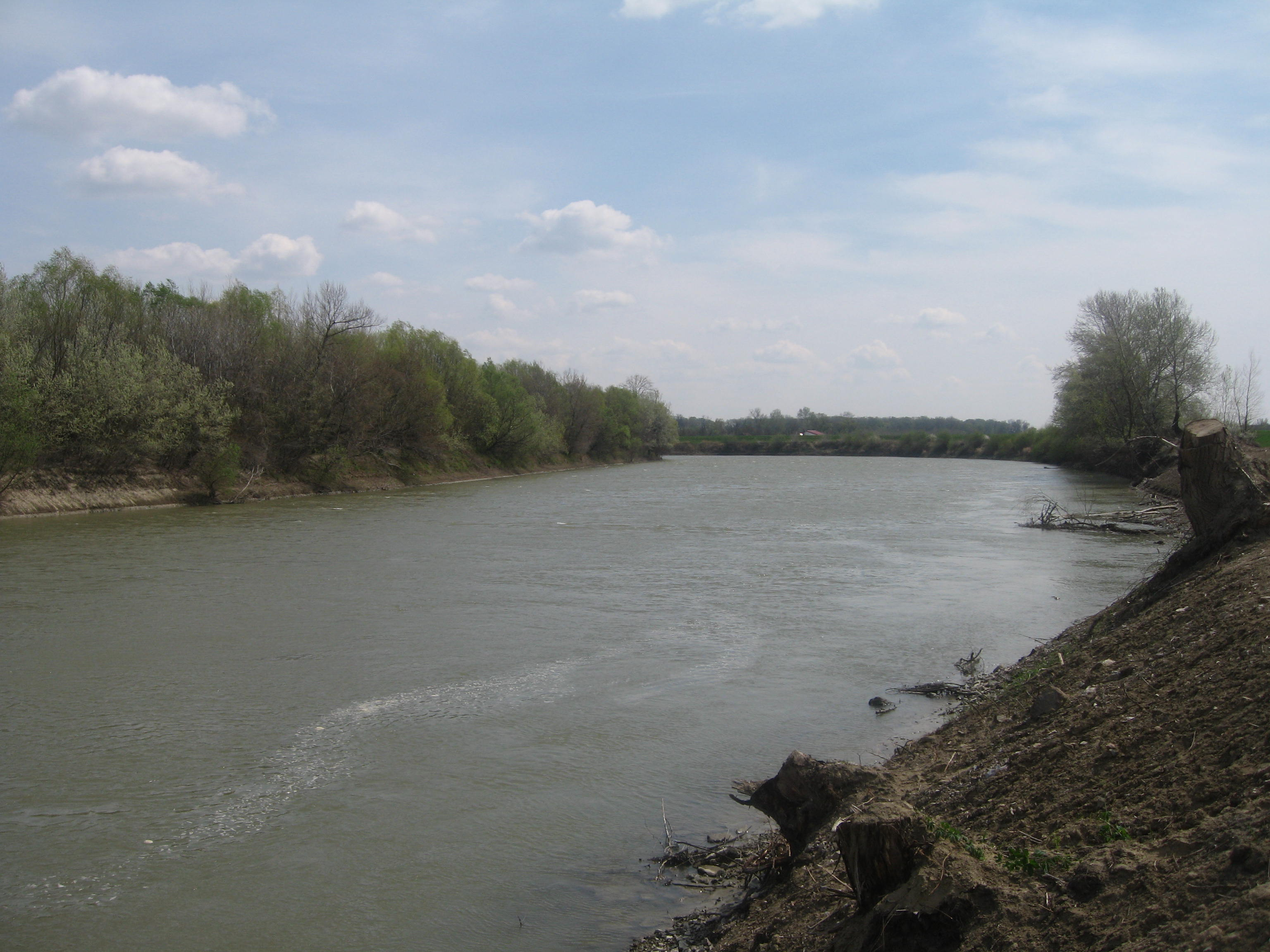
La rivière Prut près d'Albița
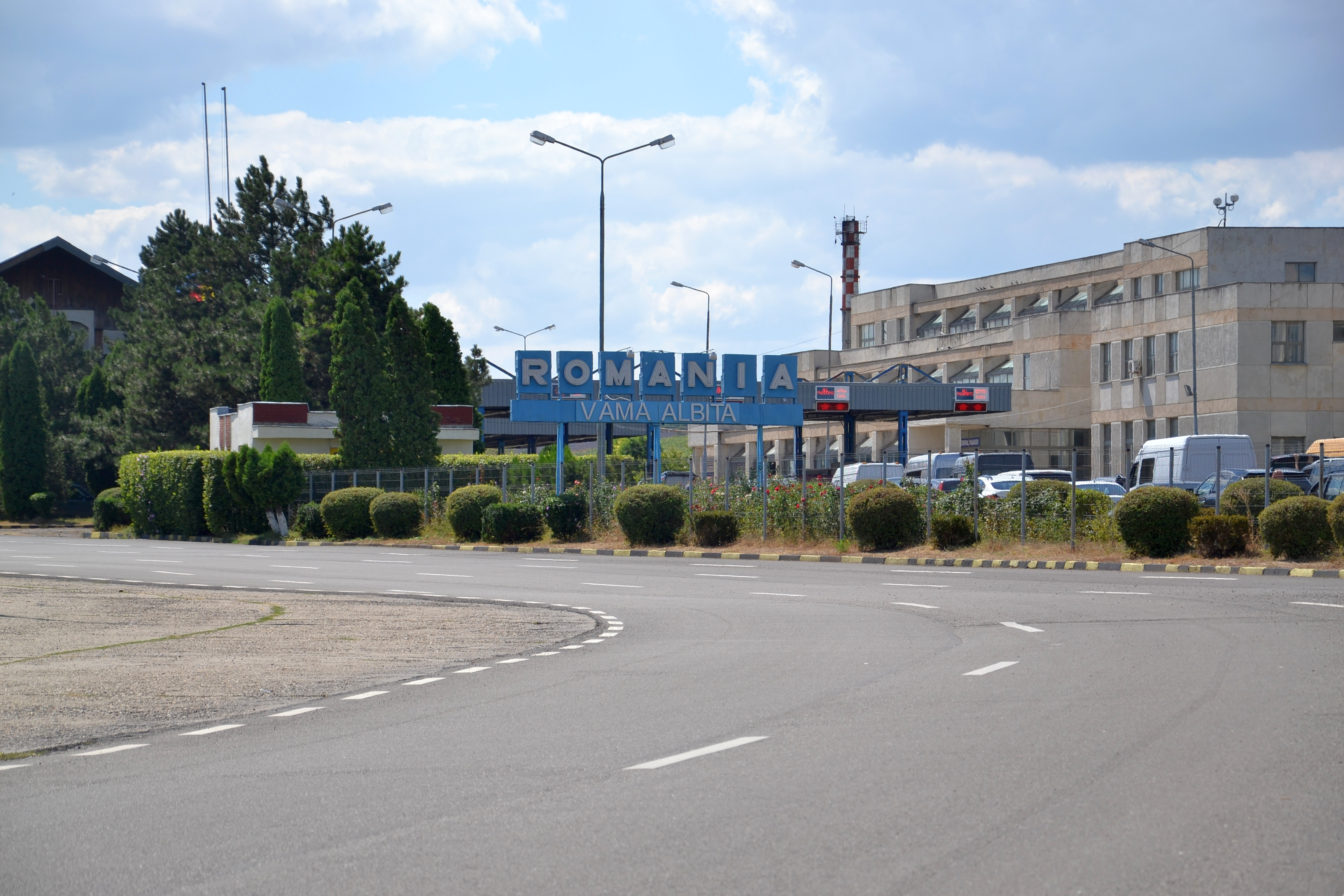
Point de passage entre Leușeni et Albița (vu depuis la Moldavie)
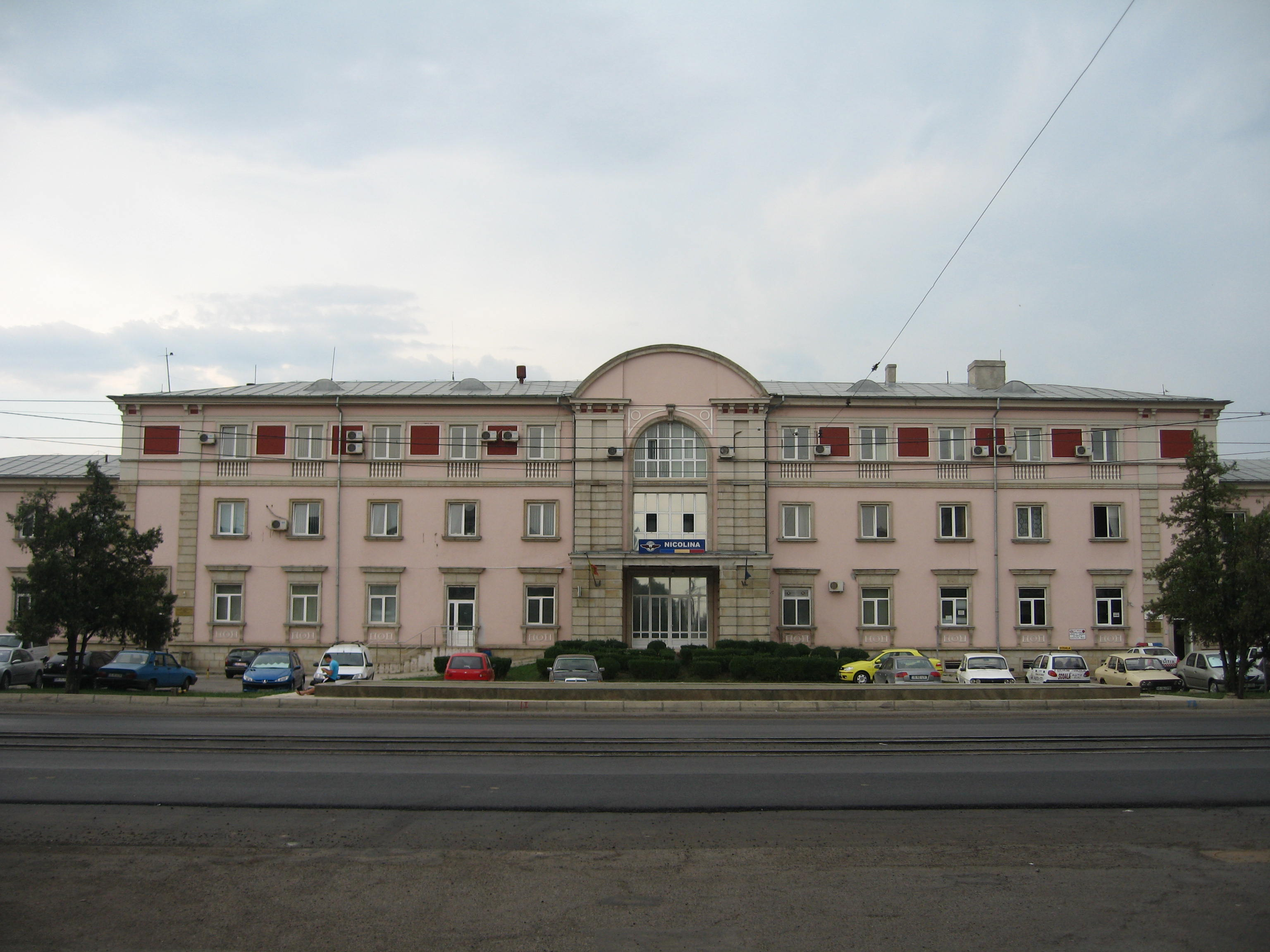
La gare de Nicolina à Iași
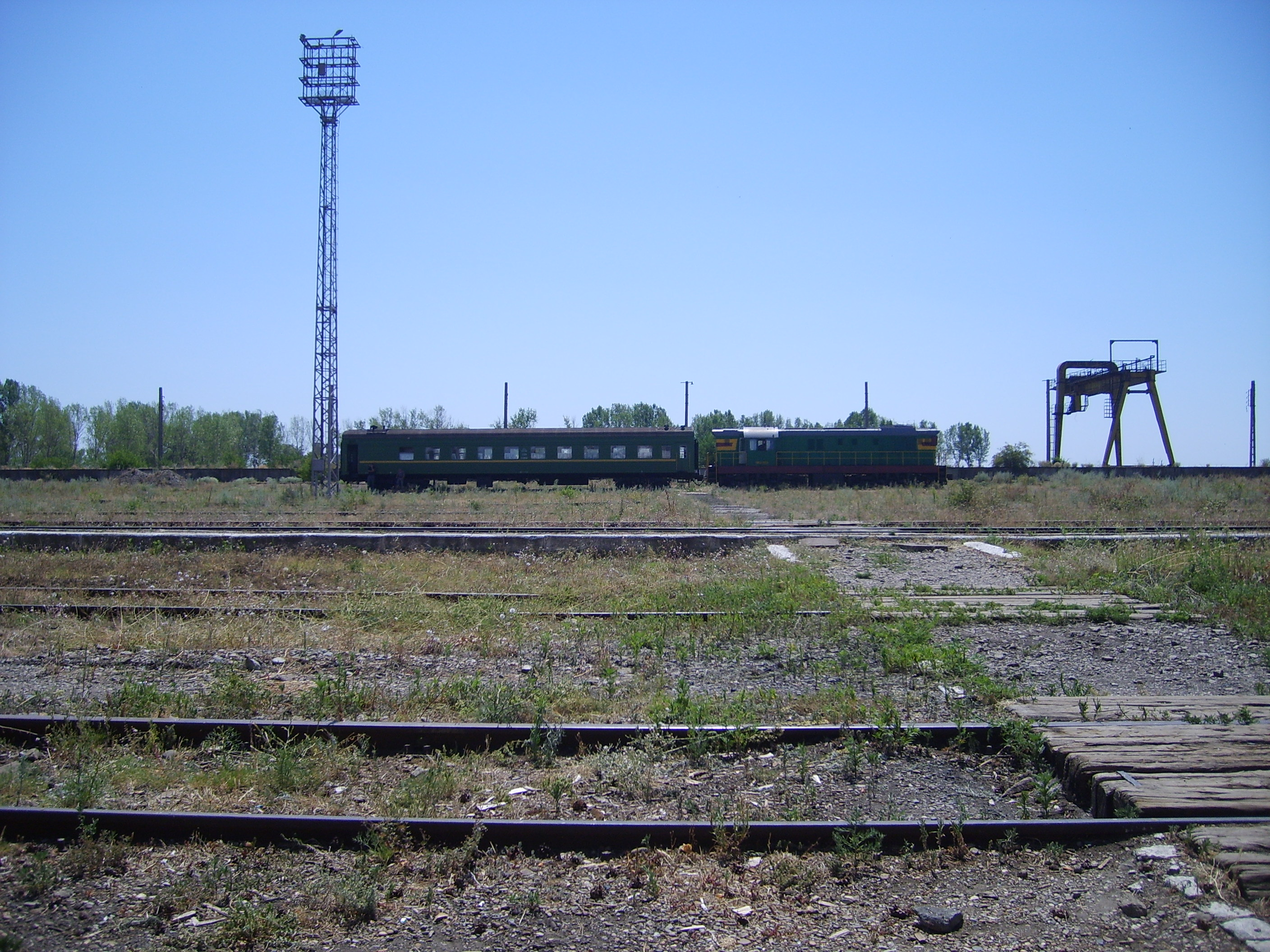
La gare de Fălciu (Roumanie)